# 伊塞尔庞
伊塞尔庞（法語：Isserpent，法語發音：[isɛʁpɑ̃]）是法国阿列省的一个市镇，位于该省东南部，属于维希区。

## 地理
伊塞尔庞（46°9'46"N, 3°36'32"E）面积26.31 平方千米，位于法国奥弗涅-罗讷-阿尔卑斯大区阿列省，该省份为法国中部省份，北起涅夫勒省、西北接谢尔省，西南至克勒兹省，南至多姆山省，东南临卢瓦尔省，东临索恩-卢瓦尔省。
与伊塞尔庞接壤的市镇（或旧市镇、城区）包括：勒布勒伊、沙泰勒蒙塔涅、莫勒、尼兹罗勒、波旁地区圣克里斯托夫。

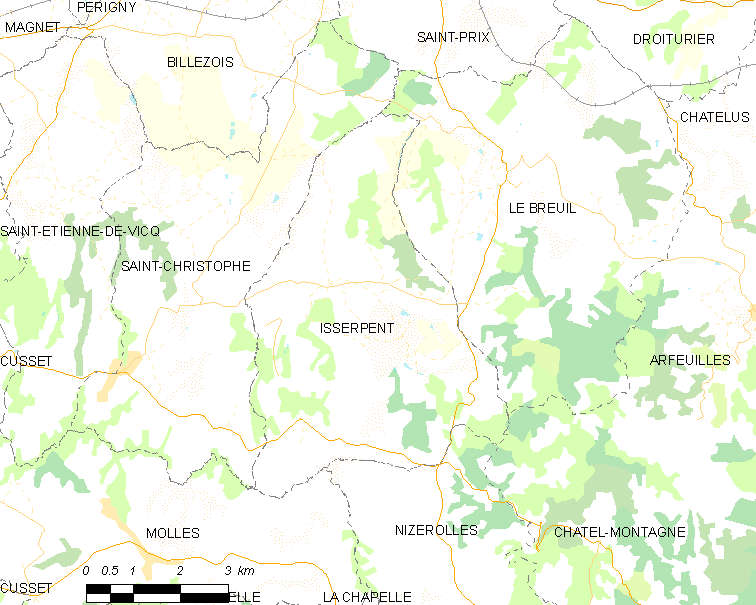
伊塞尔庞的OSM定位图

伊塞尔庞的时区为UTC+01:00、UTC+02:00（夏令时）。

## 行政
伊塞尔庞的邮政编码为03120，INSEE市镇编码为03131。

## 政治
伊塞尔庞所属的省级选区为拉帕利斯县。

## 人口

1962-2008年间伊塞尔庞人口变化图示

伊塞尔庞于2022年1月1日时的人口数量为560人。